# Dominic Nyarko Yeboah
Dominic Nyarko Yeboah (* 19. Dezember 1953 in Nsuta) ist Bischof von Techiman, Ghana. 

## Leben
Der Bischof von Sunyani, James Kwadwo Owusu, weihte ihn am 21. Juli 1990 zum Priester.
Papst Benedikt XVI. ernannte ihn am 28. Dezember 2007 zum Bischof von Techiman. Die Bischofsweihe spendete ihm der Erzbischof von Cape Coast, Peter Kardinal Turkson, am 29. März 2008; Mitkonsekratoren waren Matthew Kwasi Gyamfi, Bischof von Sunyani, und Lucas Abadamloora, Bischof von Navrongo-Bolgatanga.